# Bernadetta Kinská
Bernadetta Kinská, rozená Merveldt (celým jménem německy Marie-Bernadette Rosine Therese Zita von Merveldt; 29. prosince 1922 Lázně Bělohrad – 14. února 2016 Kostelec nad Orlicí), byla příslušnice někdejšího českého šlechtického rodu Kinských, manželka restituenta Nového zámku v Kostelci nad Orlicí Josefa Kinského a matka restauratéra a příležitostného herce Antonína a ředitele reklamní agentury a moderátora Františka Kinského.

## Životopis
Pocházela z původně vestfálského rodu, který byl v roce 1668 povýšen do stavu svobodných pánů a v roce 1726 do hraběcího stavu. Od konce 19. století vlastnili zámek a statek Lázně Bělohrad.
Narodila se jako druhá dcera Bernharda hraběte z Merveldtu (1890–1964) a jeho manželky Sophie, roz. hraběnky Mensdorff-Pouilly (1895–1983). Měla tři sourozence – starší sestru Annu Helenu (* 1921), mladšího bratra Paula (* 1926) a mladší sestru Eleonoru (* 1929).
Tajně se zasnoubila a 13. března 1947 se v Trenčíně provdala za Josefa Kinského (19. listopadu 1913 Kostelec nad Orlicí – 14. března 2011 Kostelec nad Orlicí). Protože byla německé národnosti, nemohla se svatba uskutečnit na očích v Kostelci nad Orlicí, protože podle tehdejšího nařízení by ke smíšenému česko-německému manželství bylo potřebné povolení od Krajského národního výboru. Na Slovensku to šlo jednodušeji. Po svatbě bydleli ve služebním bytě v Košeci u Ilavy, kde Josef pracoval jako národní správce rodinného podniku, který patřil jeho matce a jejím příbuzným a který zpracovával zinkovou bělobu. Poté, co jejího manžela komunistický režim zavřel, se musela vystěhovat. Přestěhovala se do Kostelce nad Orlicí a starala se o manželovy rodiče. Obývali několik pokojů na zámku, v roce 1951 je vystěhovali do nevyhovujícího několik let opuštěného domu v Orlických horách a posléze se usadili na faře v Kostelci.
Narodili se jí dva synové:
- 1. František Kinský (* 27. prosince 1947 Hradec Králové), pracoval v televizi, reklamě a po roce 1989 i v cestovním ruchu[8]
- 2. Antonín Kinský (8. listopadu 1955 Praha – 28. května 2012 Praha), pracoval v zahradnictví, v zoologické zahradě, prodával knihy v antikvariátu, obsluhoval telefonní ústřednu, nakonec dálkově studoval na hotelové škole.[8] Několik let pracoval jako recepční v hotelu Jalta na Václavském náměstí v Praze.[9] Po Sametové revoluci provozoval kavárnu BarBar na Malé Straně a restauraci Století na Starém Městě v Praze.[8] Hrál ve filmu Zapomenuté světlo (1996).

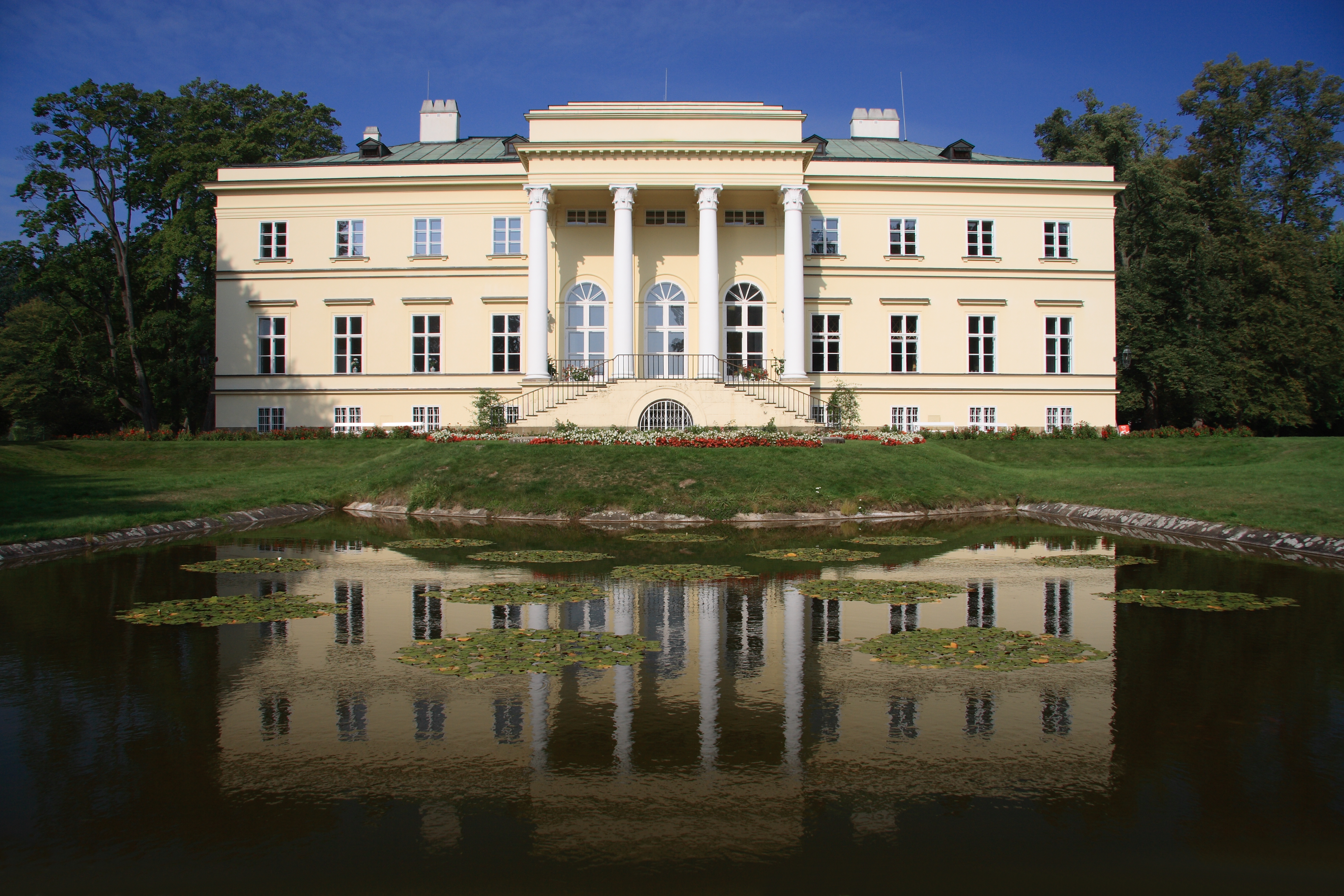
Nový zámek v Kostelci nad Orlicí

Bernadetta nebyla zaměstnaná, dělala jen externí práce. Starala se o tchána a tchyni a pečovala o děti, pletla. Poté, co byl manžel propuštěn v roce 1951 z vězení, nadále v 50. letech pracoval v uranových dolech v Jáchymově a Příbrami. Manželku a děti vídal o víkendech v Praze, kde měli byt.
Rodina po roce 1989 restituovala majetek včetně zdevastovaného zámku v Kostelci nad Orlicí.
Bernadetta, která přežila svého mladšího syna, zemřela po krátké a vážné nemoci v roce 2016. Smuteční requiem se uskutečnilo 27. února 2016 ve farním kostele sv. Jiří v Kostelci nad Orlicí a pohřeb v nejbližším rodinném kruhu následující den v rodinné hrobce v Budenicích.